# معركة لغنيتسا
مَعْرَكة لَغنِيتسِا (بالبولندية: bitwa pod Legnicą) ، (بالألمانية: Schlacht von Liegnitz) ، دَارَتْ رَحَاها يَوم 9 أبريل 1241 في مدينة ليجنيكي بوله ، على بعد حوالي 10 كيلومترات جنوب شرق مدينة لغنيتسا، بين الإمبراطورية المغولية والقوات الأوروبية المشتركة. حاولت فيها قوة مشتركة من البولنديين والمورافيين تحت قيادة الدوق هنري الثاني من سيليزيا ، بدعم من النبلاء الإقطاعيين وعدد قليل من فرسان التنظيم العسكري الرهباني الذي أرسلهم البابا غريغوري التاسع ، لوقف الغزو المغولي لبولندا، أنتهت المعركة بنصر مغولي حاسم مع تدمير أغلب القوات الأوروبية المشتركة. وقعت المعركة قبل يومين من انتصار المغول على المجريين في معركة موهي الأكبر بكثير.

## خلفية
اعتبر المغول أن الكومان قد استسلموا لسلطتهم ، لكن الكومان فروا غربًا وطلبوا اللجوء داخل مملكة المجر. بعد أن رفض الملك بيلا الرابع ملك المجر إنذار باتو خان لتسليم الكومان ، بدأ سوبوتاي في التخطيط للغزو المغولي لأوروبا. كان من المقرر أن يقود باتو وسوبوتاي جيشين لمهاجمة المجر نفسها ، بينما سيهاجم جيوش ثالث بقيادة بايدار وأوردا خان وكادان بولندا كتحويل لاحتلال القوات الأوروبية الشمالية التي قد تأتي لمساعدة المجر. دمرت قوات أوردا شمال بولندا والحدود الجنوبية الغربية لليتوانيا. ثم في 3 مارس هزموا الجيش البولندي في معركة تورسكو. ثم في 18 مارس هزموا جيشًا بولنديًا آخر في معركة شميلنيك ؛ في 24 مارس ، استولوا على مدينة كراكوف وأحرقوها ، وبعد بضعة أيام حاولوا دون جدوى الاستيلاء على عاصمة سيليزيا (فروتسواف). أثناء التقرير فيما إذا كان سيتم محاصرة فروتسواف أم لا ، تلقى بايدار وكادان تقارير تفيد بأن الملك وينسيسلاوس الأول ملك بوهيميا كان على بعد يومين بجيش يزيد عن ضعف جيش هنري. لذلك حَول المغول انتباههم من فروتسواف لاعتراض قوات هنري قبل أن تلتقي الجيوش الأوروبية. التقى المغول بهنري بالقرب من لغنيتسا في مدينة ليجنيكي بوله.

### الخلافات التاريخية
كما هو الحال مع العديد من المعارك التاريخية ، فإن التفاصيل الدقيقة لحجم القوة والتكتيكات والمسار الفعلي للمعركة غير موجودة وأحيانًا متناقضة. وجهة النظر التاريخية العامة هي أنها كانت هزيمسشة ساحقة للقوات البولندية حيث تكبدوا خسائر فادحة. كان أحد قادة المغول ، كادان ، يُخلط في كثير من الأحيان مع حفيد أوقطاي خان ˈكايدوˈ من قبل مؤرخي العصور الوسطى ، وبالتالي غالبًا ما تم إدراج كايدو خطأً كقائد للقوات المغولية في مَعْرَكة لَغنِيتسِا.

## التكوين

### المغول

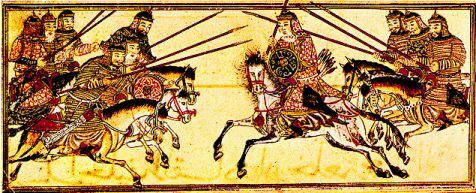
تصوير من القرن الثالث عشر لسلاح الفرسان المغولي الثقيل في المعركة.

أظهرت التكتيكات الخاصة بالجيوش المغولية والتي تتمحور حول تضليل العدو من خلال أنفصال (ما لا يقل عن واحد ولا يزيد عن اثنين من التومين) من الجيش ، بالإضافة إلى مزايا التنقل التكتيكي وسرعة رماة الخيول، والتي كانت في الأساس عبارة عن سلسلة طويلة من الهجمات المزيفة والانسحابات المزيفة من مجموعات منتشرة على نطاق واسع من الفرق ، والتي تم تصميمها لإحداث استنزاف بطيء مستمر من خلال نيران بعيدة المدى ، وتعطيل تشكيل العدو وجذب أعداد أكبر بعيدًا عن الهيكل الرئيسي للجيش وأيقاعهم في هجمات الكمائن. كانت هذه التكتيكات المغولية هي الهجمات الرئيسية المستخدمة في جميع معاركهم الكبرا تقريبًا ؛ أصبحت ممكنة من خلال التدريب المستمر والتواصل الرائع في ساحة المعركة ، والذي أعتمد بالأساس على استخدام نظام التواصل المستمر بين قيادات الجيش العليا مع بقية الرتب، بحيث كان يجب على القائد المغولي ايجاد أعلى أرض في موقع المعركة ، والأستيلاء عليها واستخدمها لإبلاغ القادة الاقل رتبة بأوامره لتحريك القوات. كان نظام المغول تناقضًا صارخًا مع الأنظمة الأوروبية المستخدمة في الحرب انذاك، بحيث كان سلاح الفرسان يتقدم دون أي تواصل مع القوات الداعمة.
من الصعب الحكم على الأرقام المعنية. تختلف الحسابات الأوروبية فيما يتعلق بأرقام جيش المغول - يقترح البعض أكثر من 100,000 في لغنيتسا وحدها. هذه تقديرات مبالغ فيها ، بالنظر إلى أن هذا الرقم أكبر بكثير من القوة المغولية المتواجدة بأكملها في أوروبا ، فضلاً عن عدم مراعاة نقاط الضعف في الدعم اللوجستي المغولي في القرن الثالث عشر في غرب أوراسيا. تشير التقديرات الحالية إلى أن قوة المغول كانت مرقمة ، على الأكثر ، 25000 من سلاح الفرسان. الفرنسيسكان ˈسي دي بريديا موناتشيˈ يقترح قوة مغولية قوامها 10000 جندي ، والتي كانت ستنخفض إلى حوالي 8000 بعد الخسائر التي تكبدتها في وقت سابق من الحملة ، في معركة شميلنيك ، معركة تورسكو ، ومعركة تاركزيك.

### القوات الأوروبية المشتركة

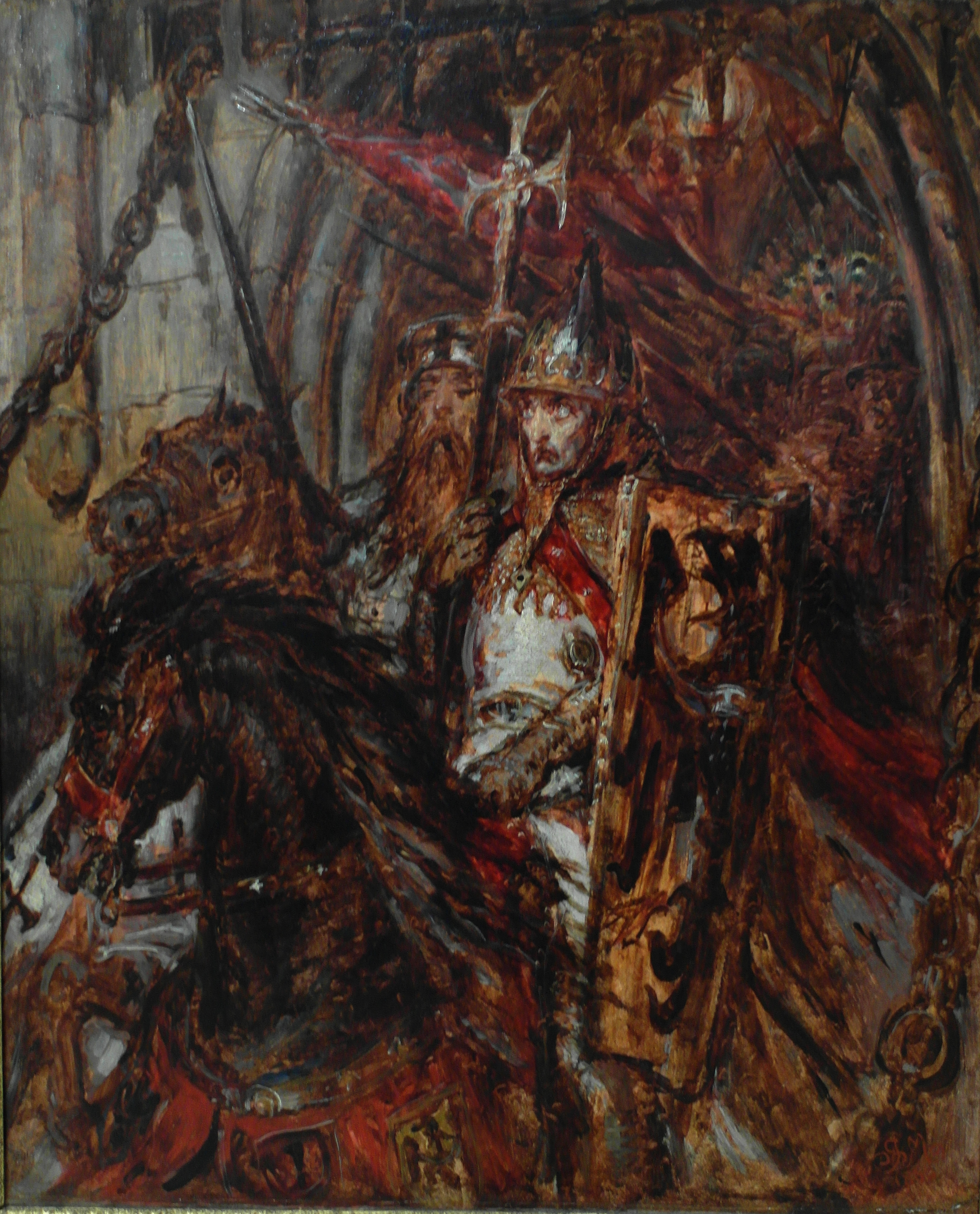
رحيل هنري الورع من لَغنِيتسِا ، بريشة يان ماتيجكو من عام 1866.

وفقًا لجيمس تشامبرز (مؤرخ) ، كان عدد قوات هنري 25000 جندي كحد أقصى ، على الأرجح أقل ، وكان بينهم عدد كبير من الرجال غير المدربين وضعيفي التجهيز ، وأحيانًا بدون أسلحة أخرى غير أدوات تجارتهم. تضمنت القوات الأقل تدريباً جيشاً من أوبول تحت قيادة الدوق ميسكو الثاني البدين. مورافيا بقيادة بوليسلاف ، ابن مارغريف مورافيا دوبولت الثالث ؛ المجندين من بولندا الكبرى ؛ وعمال المناجم البافاريون المتطوعون من مدينة غولدبرغ التي لم يمض وقت طويل على إنشائها. كانت قوات هنري الأفضل تدريبًا هي قواته الخاصة التي تجمعت في مملكة سيليزيا ، والمرتزقة ، ووحدات صغيرة جدًا من فرسان الهيكل الفرنسيين وغيرهم من المتطوعين الأجانب. يقدر المؤرخ ماريك سيتوينسكي قوة الحلفاء بـ 2000 جندي ، بينما يقدر جيرارد لابودا 7000-8000. 
يُعتقد تقليديًا أن فرقة من فرسان الجرمان ذات عدد غير المحدد قد انضمت إلى جيش الحلفاء. ومع ذلك ، فإن التحليل الأخير لسجلات القرن الخامس عشر ليان دوغوش من قبل جيرارد لابودا يشير إلى أن الصليبيين الألمان ربما أضيفوا إلى النص بعد أن أكمل المؤرخ دوغوش تدوينه. مقتل بوبو فون أوسترنا أثناء المعركة كاذبة ، حيث توفي في لغنيتسا بعد سنوات أثناء زيارته لدير زوجته.
قيل أيضًا أن فرسان الفرسان شاركوا في هذه المعركة ، ولكن يبدو أن هذا أيضًا افتراء تمت إضافته في الروايات اللاحقة ؛ لم تذكرها روايات يان دوجوز ولا الرسالة المرسلة إلى ملك فرنسا من رئيس فرسان الهيكل في فرنسا ، بونس دأوبون. يشير بيتر جاكسون كذلك إلى أن الأمر العسكري الوحيد الذي قاتل في ليجنيكا كان فرسان المعبد. كانت مساهمة فرسان الهيكل صغيرة جدًا ، حيث قُدرت بحوالي 68-88 جنديًا مدربين جيدًا ومسلحين جيدًا ؛  تشير رسالتهم إلى ملك فرنسا إلى خسائرهم كثالث أشقاء فرسان ، واثنين من الرقيب ، و 500 «رجل» - وفقًا لقولهم. استخدام هذا المصطلح ، ربما الفلاحون الذين يعملون في أراضيهم وبالتالي ليسوا أفضل تسليحًا أو تدريبًا من بقية مشاة الجيش.

## المعركة

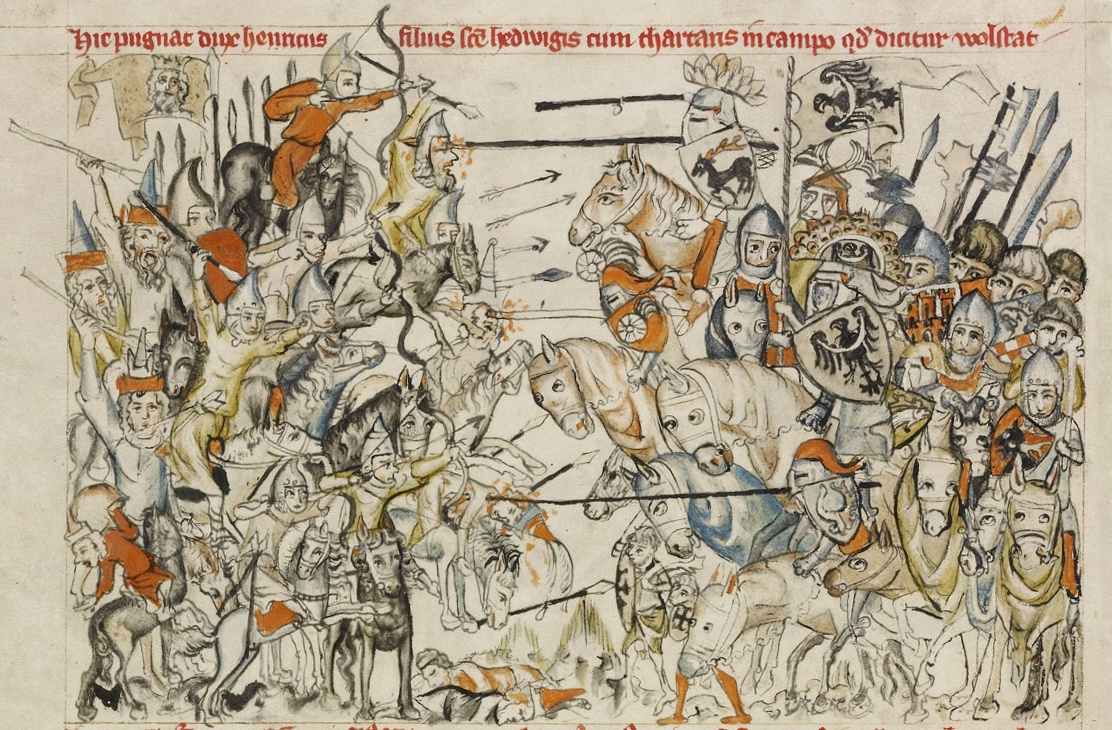
مَعْرَكة لَغنِيتسِا ، بريشة فنان مجهول.

قسم هنري قواته إلى أربعة أقسام: عمال المناجم البافاريين بقيادة بوليسلاف ؛ المجندين من بولندا الكبرى مع بعض الكراكوفيين بقيادة سوليسلو ؛ جيش أوبول تحت قيادة ميسكو ؛ وتحت قيادة هنري الشخصية ، السليزيون والمورافيا وفرسان الهيكل. 
وفقًا لوصف شامبرز للمعركة ، بدأ سلاح الفرسان السليزي القتال مع طليعة من الجيش المغولي. بعد صد سيليزيا ، قام سلاح الفرسان من بولندا الكبرى بقيادة سوليسلاف ، وسلاح الفرسان في أوبول بمهاجمة المغول. تراجعت طليعة المغول ، مما دفع سلاح الفرسان المتحالف لمطاردتهم ، وبالتالي فصلهم عن المشاة البولنديين. على الرغم من هروب طليعة المغول ، إلا أن سلاح الفرسان المغولي الخفيف حاصر القوات البولندية. تم استخدام ستار دخان لإخفاء الحركات المغولية وإرباك الأوروبيين. بينما هاجم سلاح الفرسان المغولي الخفيف من الأجنحة وهاجم سلاح الفرسان الثقيل من الأمام ، قام الرماة المغول برشق القوات البولندية بالسهام. 
يشير إريك هيلدينغر إلى أن جباية بوليسلاف قادت الهجوم بدلاً من سيليزيا. ويضيف أنه بعد أن بدأ الفرسان البولنديون مطاردتهم خلال التراجع المزيف للمغول ، صرخ أحد الفرسان «أركض! أركض!» (باللغة البولندية) للقوات البولندية ، مما أربك ميسكو ، الذي أمر كتيبة أوبول بالانسحاب من المعركة. أدى هذا الانسحاب إلى قيام هنري بإصدار أوامر لحرسه الخاص وسلاح الفرسان للأشتراك في القتال.  حقق المغول نجاحًا كبيرًا في المعركة من خلال التظاهر بتراجعهم. بعد انفصال الفرسان البولنديين عن الهيكل الرئيسي لقوات الحلفاء في مطاردة المغول الفارين ، تمكن المغول من فصل الفرسان عن المشاة وهزيمتهم واحدًا تلو الآخر.
تصف ˈحوليات جان دوجوزˈ أيضًا المعركة ، على الرغم من أنها كتبت في القرن الخامس عشر ، وليس وقت حدوثها بالفعل. تم تدمير جيش هنري الثاني تقريبًا - قُتل هنري وبوليسلاف وتتراوح تقديرات الخسائر بين 2000 و 40.000 ، الجيش بأكمله أساسًا. أبلغ بونس ديوبون الملك لويس التاسع ملك فرنسا أن الأمر العسكري قد فقد 500 شخص، في لغنيتسا وأثناء الغارات اللاحقة  من بينهم تسعة أشقاء وثلاثة فرسان ورقيبان. من المحتمل أن يكون هذا العدد يشمل المدنيين في القرى.  ضحايا المغول غير معروفين. في حين أن التنفيذ المثالي لتكتيكاتهم المعتادة سيقلل من الخسائر ، لكن المغول تحملوا خسائر كافية في المعركة لثنيهم عن مهاجمة الجيش البوهيمي.
قطع المغول الأذن اليمنى لكل أوروبي سقط من أجل إحصاء الموتى. من المفترض أنهم ملأوا تسعة أكياس ، على الرغم من أن هذا له نفس صحة الروايات الأوروبية عن أعداد المغول. تم قطع رأس هنري أثناء محاولته الفرار من ساحة المعركة مع ثلاثة من حراس الشخصيين ، واستعرض المغول رأسه على رمح أمام مدينة لغنيتسا.

## ما بعد الواقعة

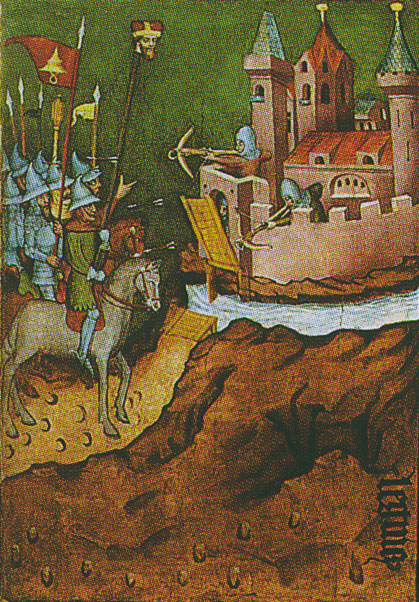
مشهد من مذبح القديس هيدويغ في سيليزيا: المغول يعرضون رأس هنري الثاني على رمح في محاولة لإضعاف الروح المعنوية للمدافعين. لوحة من عام 1430.

عاد وينسلاوس الأول ملك بوهيميا ، الذي كان بعيدًا عن مسيرة يوم واحد ، ليجمع التعزيزات من تورينجيا وساكسونيا عند علمه بالهزيمة. تمت مهاجمته من قبل طليعة من جيش المغول في كلودزكو. ومع ذلك ، كانت قوته أكبر بكثير ، تم مواجهة مفرزة المغول من قبل سلاح الفرسان البوهيمي. نظرًا لأن أوامر بايدر وكادان كانت بمثابة تحويل ، فقد بقوا لإبقاء القوات البوهيمية مقيدة ، وتجنب المواجهة مع الجيش الأكبر أثناء الانقسام إلى فرق وإقالة البلدات والقرى الصغيرة. في النهاية ، ابتعدوا عن بوهيميا وبولندا وتوجهوا جنوبًا للانضمام إلى باتو وسوبوتاي ، الذين هزموا المجريين في معركة موهي.
بعد عودة باتو خان من منغوليا ، كانت علاقاته مع أبناء عمومته سيئة للغاية لدرجة أنه لم يفكر مرة أخرى في التوجه غربًا إلى أوروبا حتى انتخاب مونكو خان. ومع ذلك ، توفي في عام 1255 قبل أن يتم وضع هذه الخطط موضع التنفيذ. تحت حكم شقيقه بيرك ، كانت القبيلة الذهبي منشغلاً بالصراع مع أبناء عمومتهم في الإلخانية ، بقيادة هولاكو خان ، الذي احتقره بيرك خان بسبب معركة بغداد وقتل الخليفة المستعصم.
سيتم شن غزوات أكبر على بولندا ، المخصصة أساسًا للنهب ، في وقت لاحق. بقيادة بوروندي ، شن المغول هجومًا ناجحًا على بولندا في 1259-1260. هاجموا مرة أخرى تحت قيادة تولابوغا ونوجاي خان ، برفقة قوات تابعة من روثينيا ، بنجاح في عام 1286 وفشل في عام 1287. على الرغم من أن المغول أعربوا مرارًا عن رغبتهم في غزو أوروبا الوسطى في الإنذارات النهائية حتى سبعينيات القرن الثاني عشر ، بقيت بولندا والمجر خارج مجال نفوذ القبيلة الذهبية. ظلت الأراضي الروسية الواقعة إلى الشرق تحت حكم القبيلة الذهبية طوال القرنين التاليين. تم الاحتفال بمَعْرَكة لَغنِيتسِا على قبر الجندي المجهول ، في وارسو ، مع نقش "LEGNICA 9 IV 1241".